# Keg

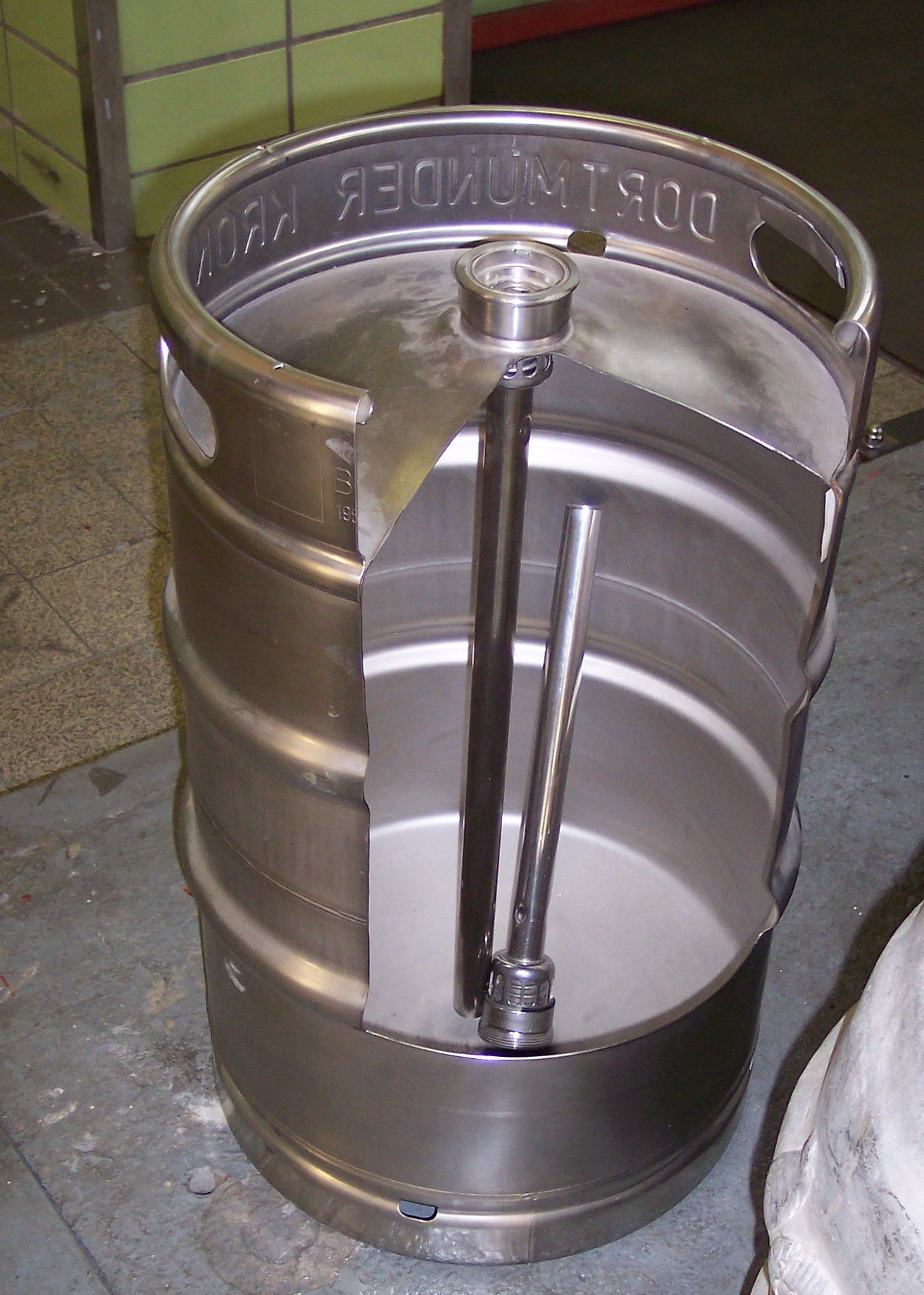
Řez keg sudem

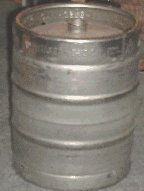
Keg sud

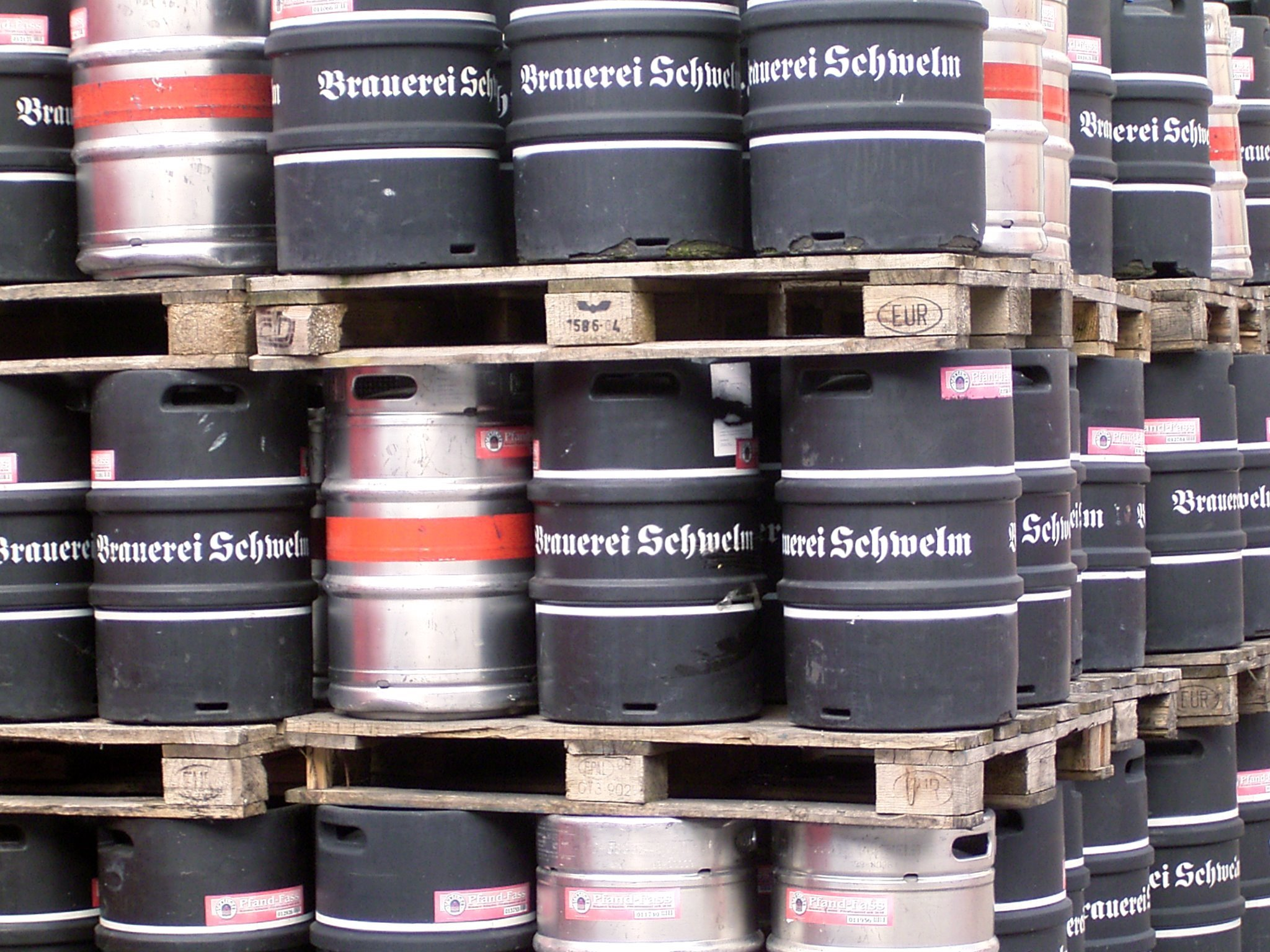
Keg sudy na paletě

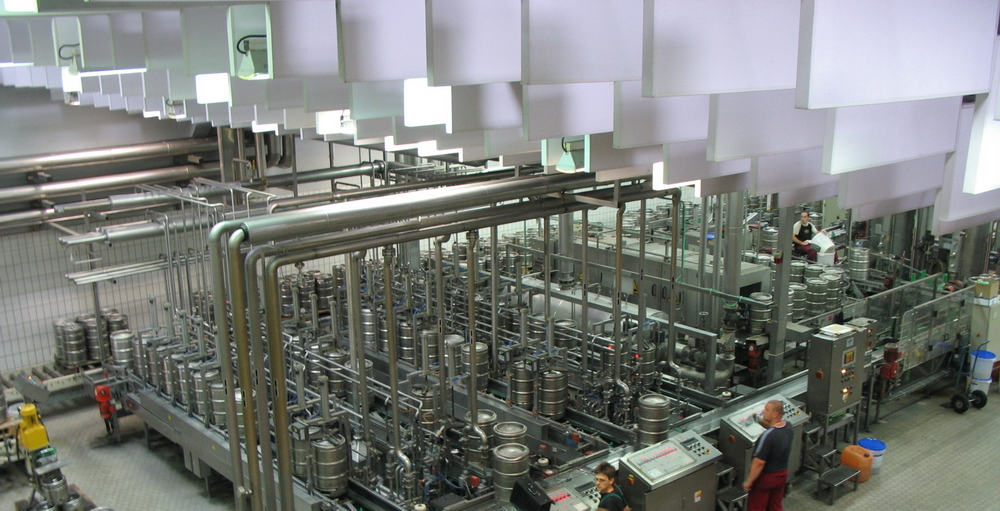
Linka na mytí keg sudů

Keg je vratný sud, který je speciálně vyvinutý pro průmyslové plnění a sterilní skladování nápojů. Poprvé byl tento systém zaveden v roce 1964 ve Velké Británii. Sudy keg se postupně široce prosadily v gastronomii. Také pro domácí použití jsou dostupné výčepní přístroje vhodné pro tyto sudy. Obvyklé velikosti keg sudů jsou 15, 30 a 50 litrů.

## Konstrukce a fungování
Keg sud je válcová nádoba z nerezové oceli. Horní i dolní dno je klenuté a sud je dole i nahoře opatřen lemem s prolisy umožňujícím stohování sudů. Moderní sudy jsou často opláštěné izolačním materiálem. To zaručuje delší zachování vychlazeného obsahu, ale vyžaduje i delší dobu k vychlazení. Uprostřed horního dna je ventil. Na ten se nasazuje odpovídající výčepní armatura (narážecí hlava, narážeč), která přivádí hnací plyn (CO2 nebo dusík či směs obou plynů; případně vzduch) z externího zásobníku (v případě vzduchu z okolního prostředí). Hnací plyn vytlačuje obsah sudu do výčepního zařízení. Výčepní armatura uzavírá keg sud natolik těsně, že při správném stavu hadic a výčepní stolice (pípy) zůstává nápoj po celou cestu až do sklenice sterilní. Hnací plyn vytváří v keg sudu přetlak, který jeho obsah při otevření výčepního kohoutu vytlačuje ze sudu. Po odstranění výčepní armatury uzavírá ventil sud vzduchotěsně, tím umožňuje skladování obsahu a brání jeho zvětrávání. Pokud je na tlakování použit vzduch, je třeba pivo urychleně zkonzumovat, jinak se do několika dní zkazí.

### Narážecí hlavy
V Česku je možné setkat se s třemi základními druhy narážecích hlav, jednotlivé typy mezi sebou nelze zaměnit:
- bajonet (S systém, korb) – na ventil se našroubuje, tento typ je nejčastější
- plochá (A systém, žehlička, flach) – na ventil se nasazuje ze strany
- kombi (M systém, eurokombi) – nasune se a pootočí. Navzdory názvu se nejedná o univerzální narážecí hlavu, lze ji použít pouze na příslušné sudy piva. Jedná se o nejméně běžný typ.

Všechny typy narážecích hlav mají dvě trubková vedení. Jedním se odvádí nápoj při čepování a čisticí roztok při sanitaci u výrobce. Druhým vedením se při čepování přivádí hnací plyn a při sanitaci čisticí roztok.

## Čištění a plnění sudů
Mytí a plnění sudů probíhá u výrobce nápoje automatizovaně. Nejdříve se přetlakem vzduchu odstraní případné zbytky obsahu. Následuje omytí vnějšího povrchu sudu a napuštění horkého louhu. Po časové prodlevě nutné k působení louhu se louh vypustí a sud nasadí ventilem dolů na mycí hlavici. Postupně se vystřikuje vnitřek sudu horkou vodou, mycím prostředkem, dezinfekcí. Mytí je ukončeno propláchnutím čistou pitnou vodou a vyprázdněním přetlakem sterilního CO2. Následně je sud přemístěn na plnicí ventil, dotlakován na potřebný přetlak plynu a naplněn nápojem. Nápoje se plní do natlakovaného sudu, aby se zabránilo napěnění nápoje. Po naplnění se na ventil nasadí plastová krytka s údaji o obsahu v sudu. S naplněnými sudy se dále manipuluje převážně na paletách pomocí vysokozdvižných vozíků.